# Memecylon floridum
Memecylon floridum là một loài thực vật thuộc họ Melastomataceae. Loài này có ở Malaysia và Singapore. Chúng hiện đang bị đe dọa vì mất môi trường sống.